# Hertzsprung-Lücke

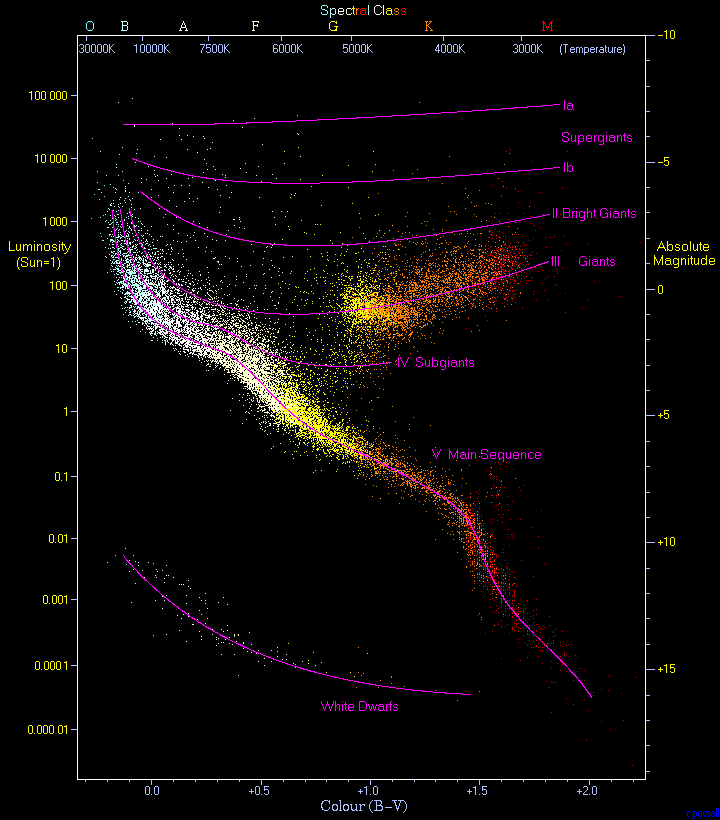
Farben-Helligkeits-Diagramm mit sichtbarer Lücke zwischen Hauptreihe und Riesenast. Es handelt sich um 22000 Sterne des Hipparcos-Katalogs sowie 1000 leuchtschwache nahe Sterne des Gliese-Jahreiß-Katalogs

Die Hertzsprung-Lücke ist ein Bereich im Hertzsprung-Russell-Diagramm (HRD) respektive dem Farben-Helligkeits-Diagramm (FHD), in dem sich sehr wenige Sterne befinden. Sie liegt oberhalb der Hauptreihe, zwischen den Spektralklassen mittleres A bis spätes F. Die Lücke entsteht durch die kurze Aufenthaltsdauer von Sternen in diesem Bereich und durch die dazu nötige Masse von über vier Sonnenmassen, die nach der ursprünglichen Massenfunktion nur wenige Promille aller Sterne aufweisen. Der Bereich innerhalb der Hertzsprung-Lücke wird als Instabilitätsstreifen bezeichnet.
Die Hertzsprung-Lücke existiert nur für Sterne der Population I, da sich bei metallarmen Sternen der Population II anstelle der Lücke der Horizontalast befindet.